# Neptun-kút (Querétaro)
A Neptun-kút a mexikói Querétaro városának egyik műemléke.

## Története
A kút felépítését a querétarói önkormányzat rendelte el a 18. század végén. A celayai származású építész, Francisco Eduardo Tresguerras műve 1797-ben készült el, eredetileg a Szent Antal-kolostor zöldségeskertjei mellett állt, a mai Corregidora és 16 de Septiembre utcák sarkán. 1908-ban egy új függetlenségi emlékmű építése miatt a kutat áthelyezték mai helyére, a Jardín de Santa Clara park délkeleti sarkába, de csak odalsó falai, falfülkéi és kővázái nélkül. Eredeti kőszobrát Juan Izguerra készítette, ám miután ezt megrongálták, 1987-ben a községi palota udvarába helyezték át, és helyére egy bronzból készült (az eredetivel nem pontosan megegyező) másolatot helyeztek el (Abraham González alkotását). Az 1990-es években ezt is megrongálták (levágták a fejét), de fel lett újítva.

## Leírás
A klasszicista építményegyüttes egy szürke és rózsaszínes kőből készült diadalívből és azon belül egy kútból áll, amelyet Neptunusz római isten szobra díszít. A szobor kezében egy háromágú vasvillát tart, lábai között a földön pedig egy nagy hal látható. A víz innen folyik ki. A diadalíven a következő felirat olvasható: Para ornamento y comodidad pública, el M.I. Ayuntamiento, año de 1797, azaz „Dísznek és a közkényelemnek, a (nagyon előkelő) városháza/önkormányzat, 1797-es év”.

## Képek

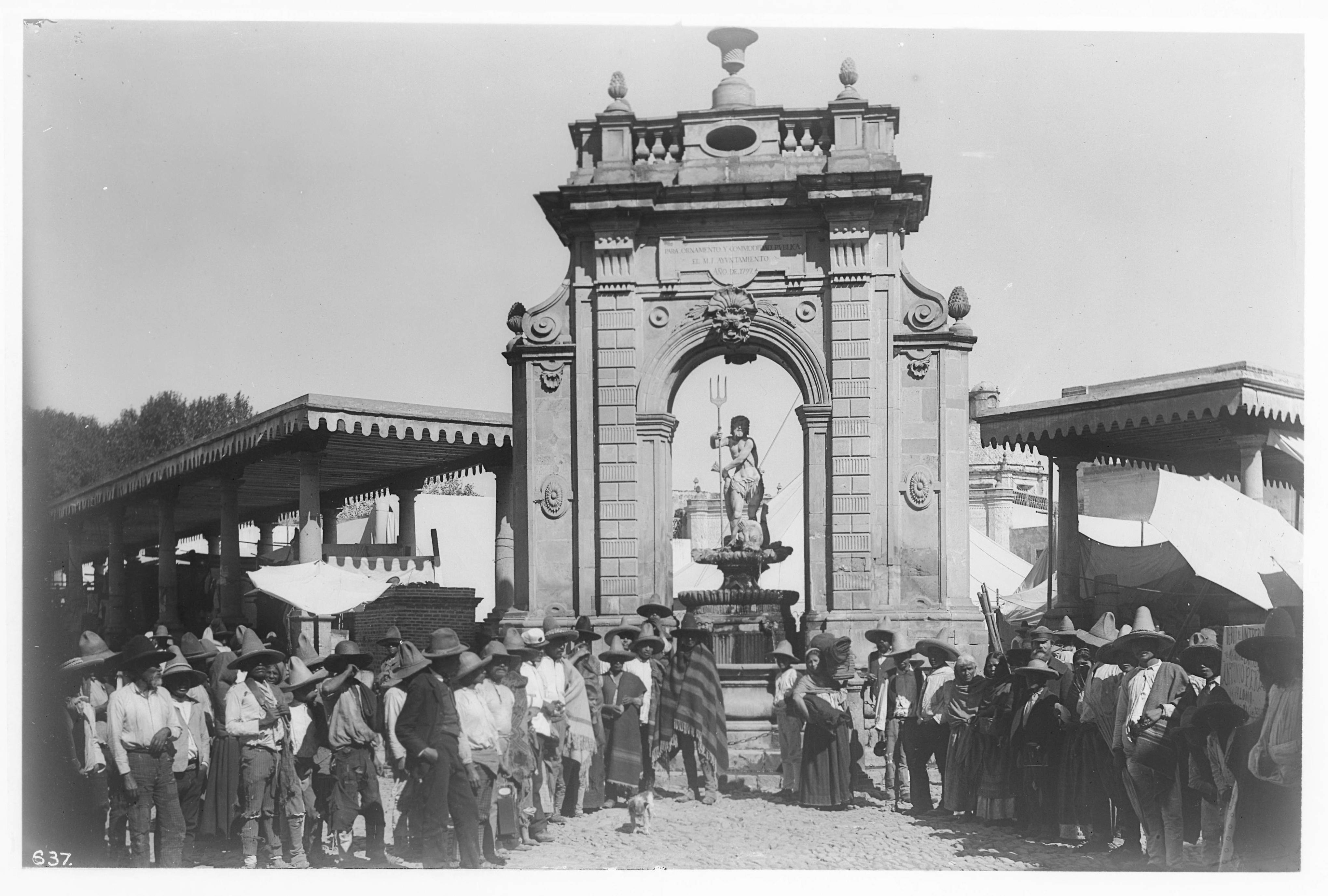
A kút egy régi képen
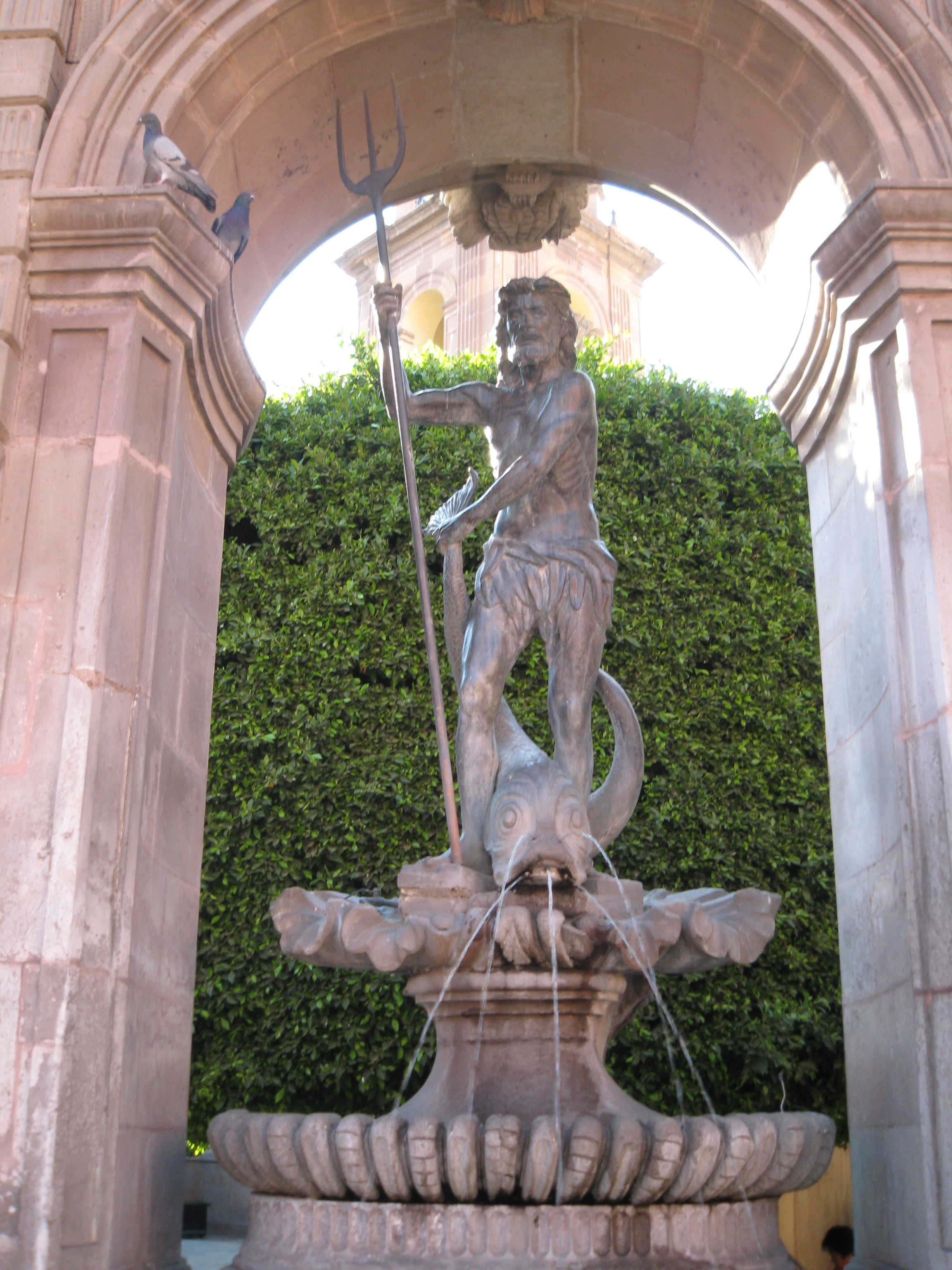
A helyszínen látható szobor
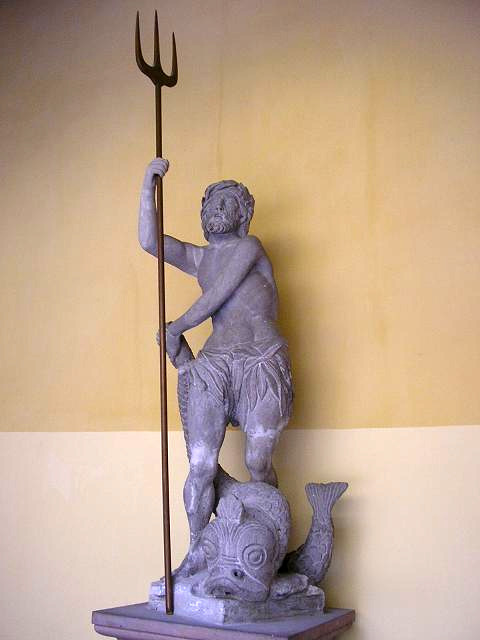
Az eredeti, áthelyezett szobor
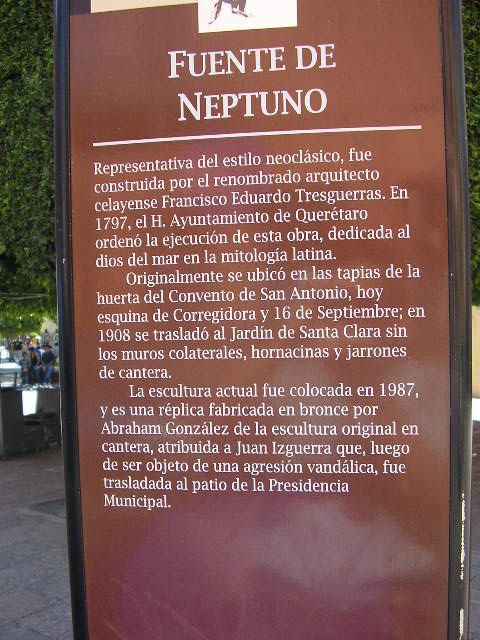
Ismertetőtábla